# Ейн-Хемед
Ейн-Хемед — національний парк і заповідник, що знаходиться в горах у семи кілометрах на захід від Єрусалима. Він також відомий своєю латинською назвою Аква Белла. Парк розташований на шляху старих доріг Стародавнього Риму. У більш пізні періоди, хрестоносці називали це місце Еммаус. Дорога, що проходила тут, пов'язувала прибережні рівнини з пагорбами Єрусалима.

## Історія

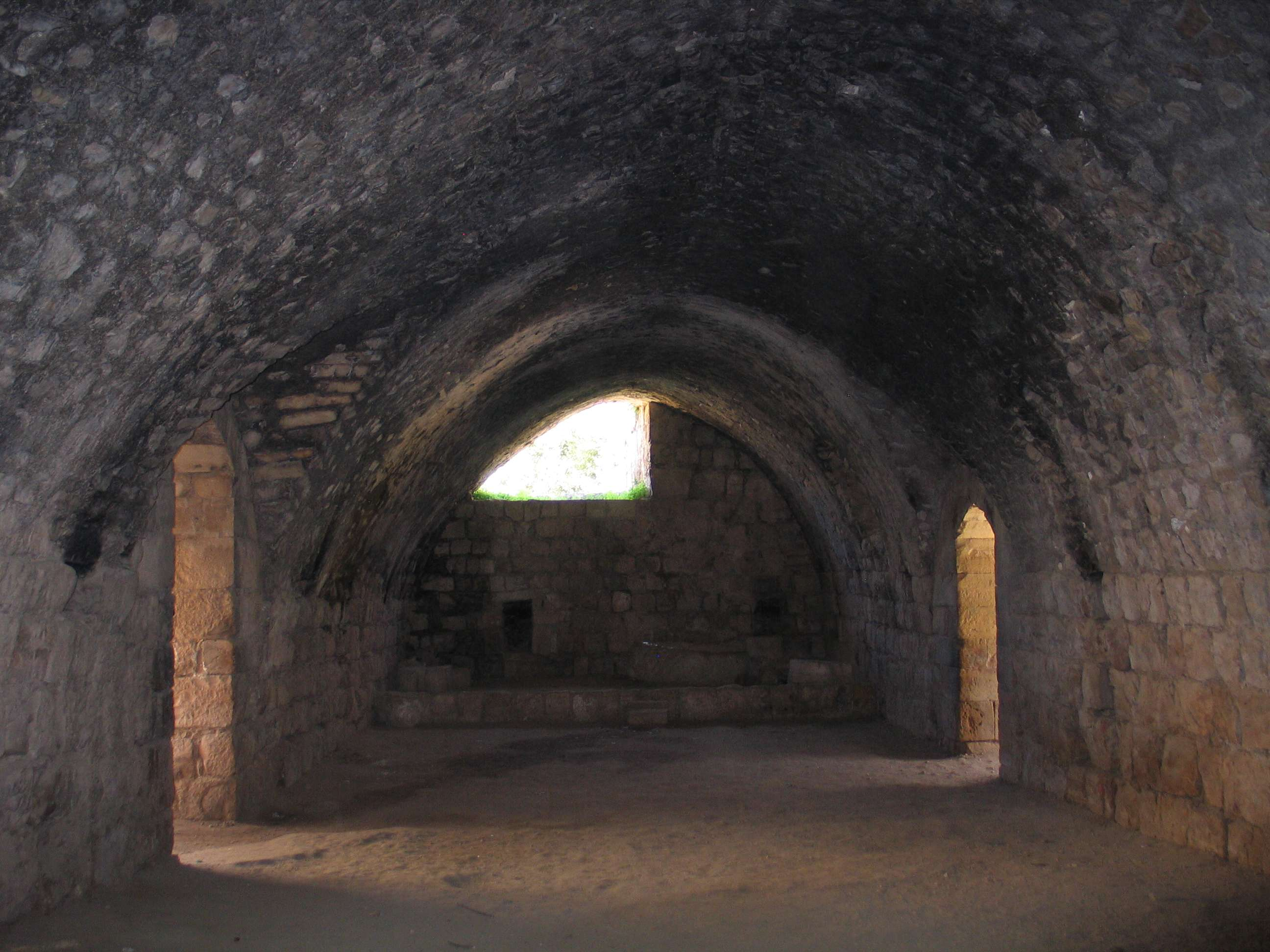
Арочний зал

Єрусалимське королівство побудувало фортеці по дорозі до Єрусалиму, з метою контролю за рухом у столиці, і захисту прочан під час візиту до Священного міста. Спочатку тут була побудована ферма, з використанням мінеральної води для зрошення. Вражаючі руїни замку хрестоносців займають площу 30x40 метрів, а південна стіна височить до 12 метрів. Будівля має кілька воріт, і два аркових зали. Арабською це місце було відомо як, Дейр-ель Бенатов (Монастир дочок). Археологічні дослідження показують, що він був побудований в 1140—1160, у період правління Фулька Єрусалимського, в той же період що і фортеця в Цубе. На південь від заповідника знаходиться старе мусульманське кладовище.